# Pfarrkirche St. Pölten-Wagram

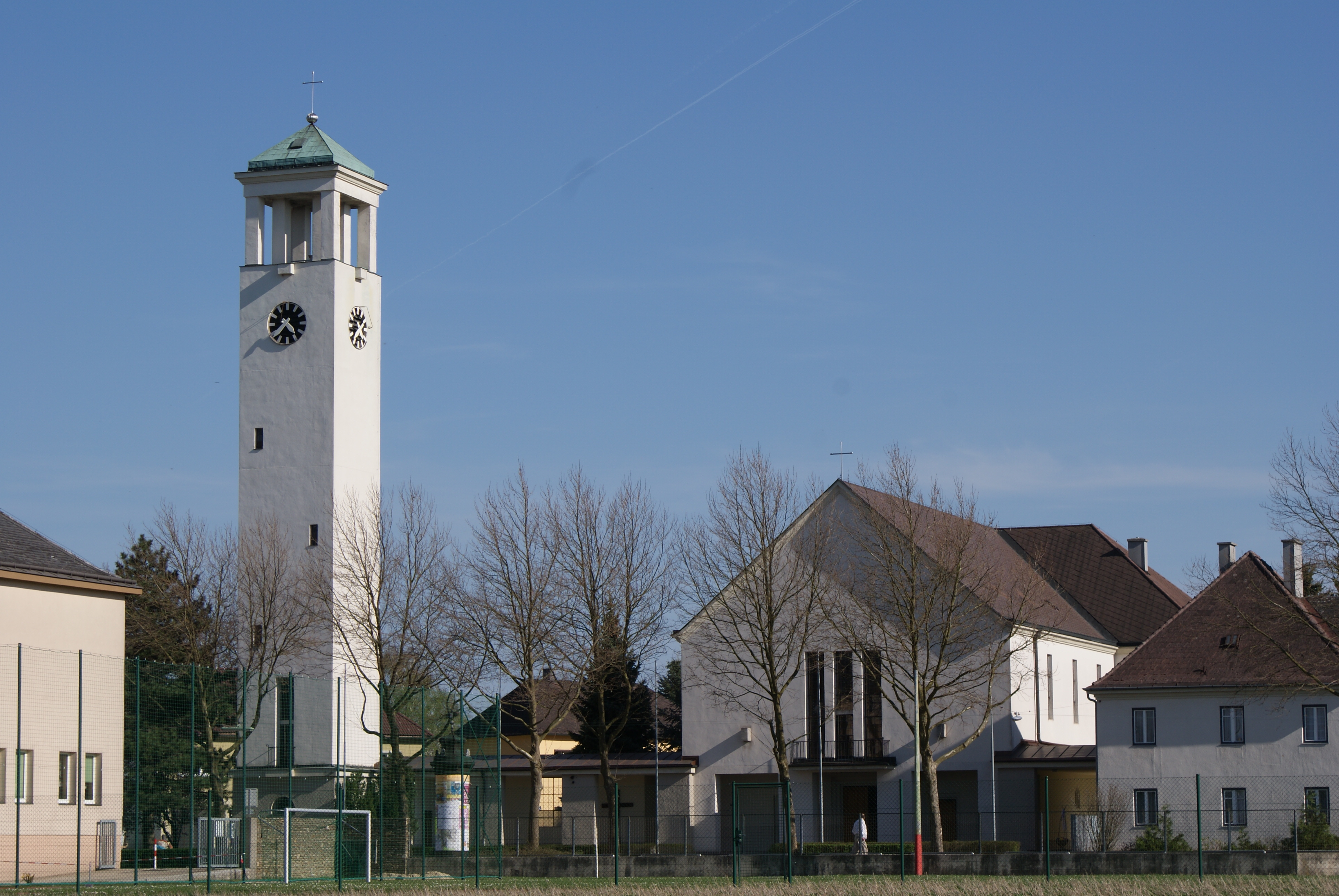
Pfarrkirche Wagram

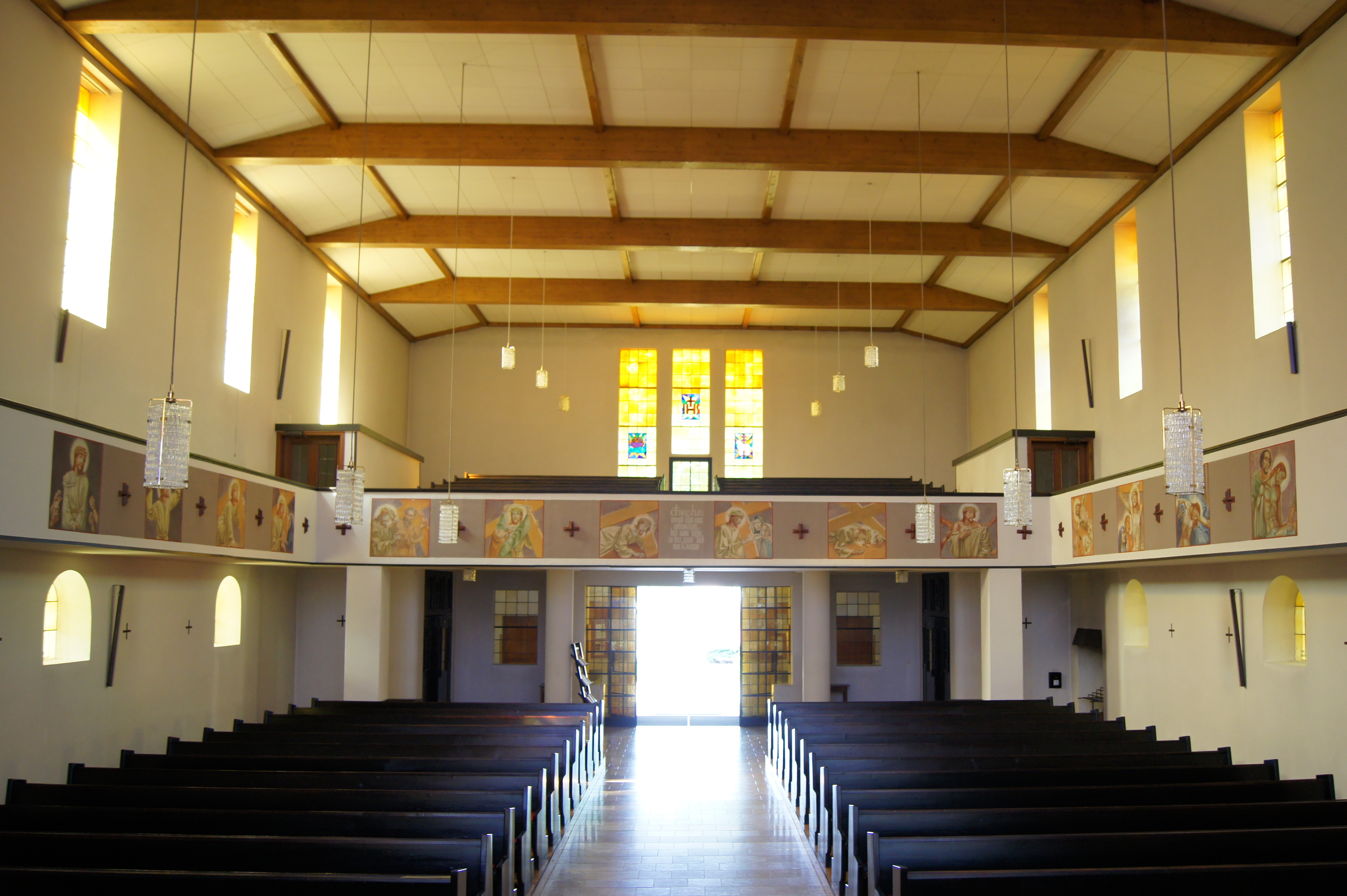
Innenraum

Die Pfarrkirche St. Pölten-Wagram steht im Stadtteil Wagram in der Stadt St. Pölten in Niederösterreich. Die römisch-katholische Pfarrkirche hl. Michael gehört zum Dekanat St. Pölten in der Diözese St. Pölten. Die Kirche steht unter Denkmalschutz.

## Geschichte
Die Kirche mit kreuzförmigem Grundriss besitzt ein abgewalmtes Satteldach und ist durch einen Laubengang mit dem freistehenden Glockenturm und dem Pfarrhof verbunden. Sie wurde von 1937 bis 1938 nach Plänen von Rudolf Wondracek erbaut, seit 1940 bildet sie das Zentrum der neuen Pfarre Wagram. Erwähnenswert sind die kunstvoll gestalteten Glasfenster.